# Lã Kiền
Lã Kiền (chữ Hán: 吕虔, ?- ?), tự Tử Khác, người quận Nhiệm Thành, tướng lãnh nhà Tào Ngụy thời Tam Quốc.

## Cuộc đời và sự nghiệp
Khi Tào Tháo còn ở Duyện Châu, nghe được Kiền có can đảm và mưu lược, dùng làm Tùng sự, để ông đem gia binh đi giữ Hồ Lục. Bộ hạ của Tương Lăng (hay Tương Bí) hiệu úy Đỗ Tùng là bọn Quế Mẫu làm loạn, liên kết với Xương Hi. Tháo lấy Kiền thay Tùng. Kiền đến nơi, một mặt chiêu dụ Quế Mẫu cùng bọn cừ soái đồng đảng vài mươi người, ban cho rượu thịt, một mặt kén tráng sĩ phục ở một bên. Kiền giết bọn Quế Mẫu đang say, rồi sai phục binh đánh giết tất cả bọn chúng. Kiền phủ dụ bộ hạ của bọn chúng, dẹp xong cuộc nổi loạn.
Tháo lấy Kiền làm Thái Sơn thái thú. Quận này tiếp giáp núi, biển; gặp thời loạn, dân chúng phần nhiều trốn tránh ở đấy. Viên Thiệu ban cho bọn thảo khấu Quách Tổ, Công Tôn Độc làm trung lang tướng, khiến trăm họ khổ sở. Kiền đưa gia binh đến quận, thi hành ơn tín, bọn Tổ đều hàng phục, những người trốn tránh trong núi cũng trở ra để an cư lạc nghiệp. Kiền chọn người khỏe mạnh làm chiến sĩ, quận Thái Sơn nhờ vậy mà có tinh binh nổi tiếng trong châu.
Thủ lĩnh nghĩa quân Khăn vàng ở Tế Nam là bọn Từ Hòa cướp bóc quan lại, tấn công thành ấp. Kiền hội quân với Hạ Hầu Uyên đánh dẹp, trước sau mấy chục trận, chém giết và bắt sống vài ngàn người. Tào Tháo sai Kiền đốc quân đội các quận Thanh Châu đánh dẹp các lực lượng nổi dậy ở quận Đông Lai là bọn Lý Điều, có công. Tháo sánh Kiền với Khấu Tuân, Cảnh Yểm đời Đông Hán, cử làm Mậu tài, gia Kỵ đô úy, nắm quận như cũ.
Kiền ở Thái Sơn mười mấy năm, rất có ơn uy. Tào Phi nối ngôi vương, Kiền được gia Tì tướng quân, phong Ích Thọ đình hậu, thăng Từ Châu thứ sử, gia Uy lỗ tướng quân. Kiền mời người quận Lang Tà là Vương Tường làm biệt giá, đem dân sự ủy hết cho ông ta, người đời khen ngợi ông biết dùng hiền tài. Sau đó Kiền tham gia dẹp loạn ở Lợi Thành, có công.
Minh đế lên ngôi, Kiền được dời phong Vạn Niên đình hầu, tăng ấp 200 hộ, kể cả trước đấy là 600 hộ. Kiền qua đời, con là Phiên được kế tự.